# Hanna Hirszfeldowa

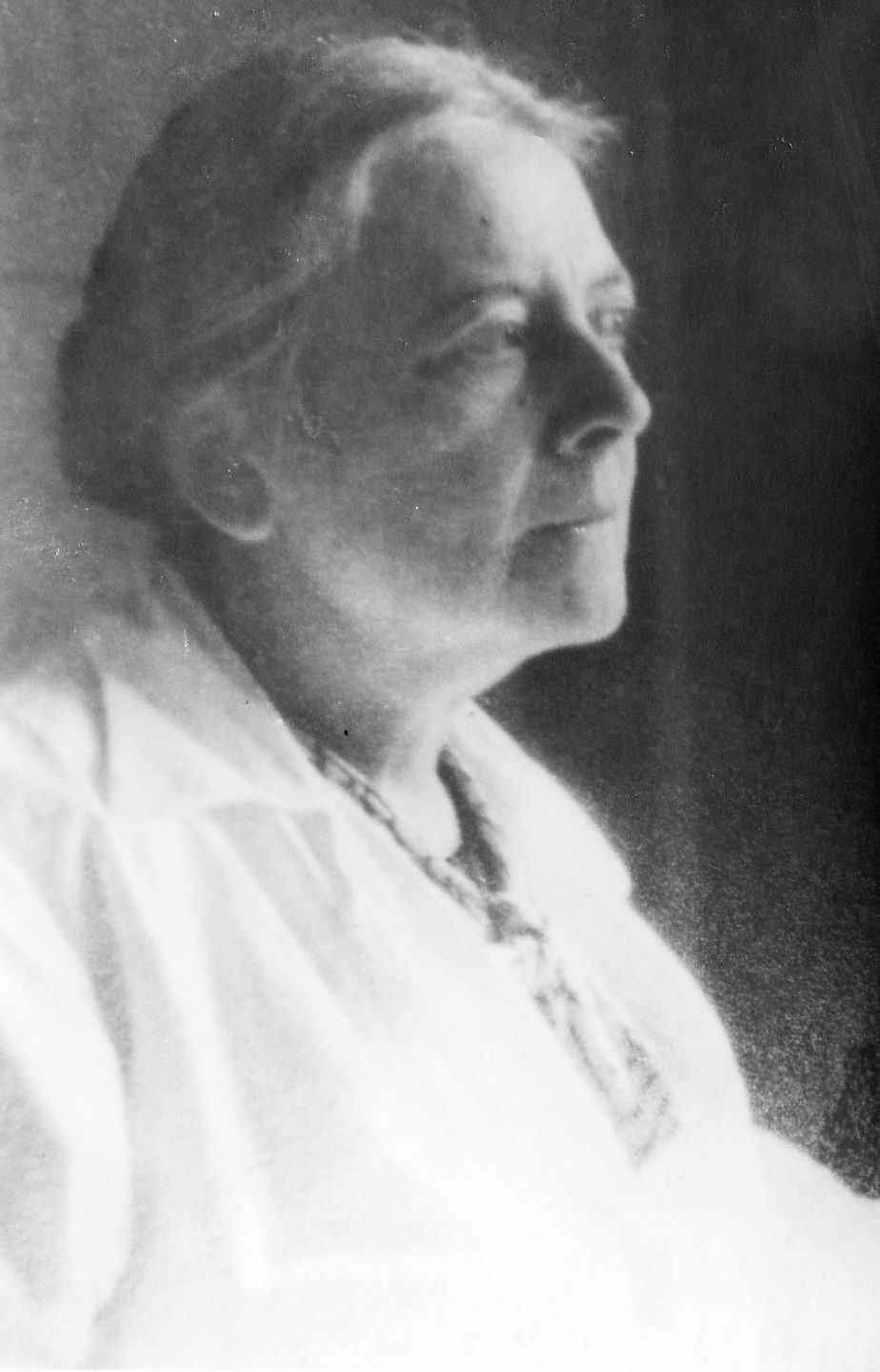
Hanna Hirszfeldowa (ok. 1960)

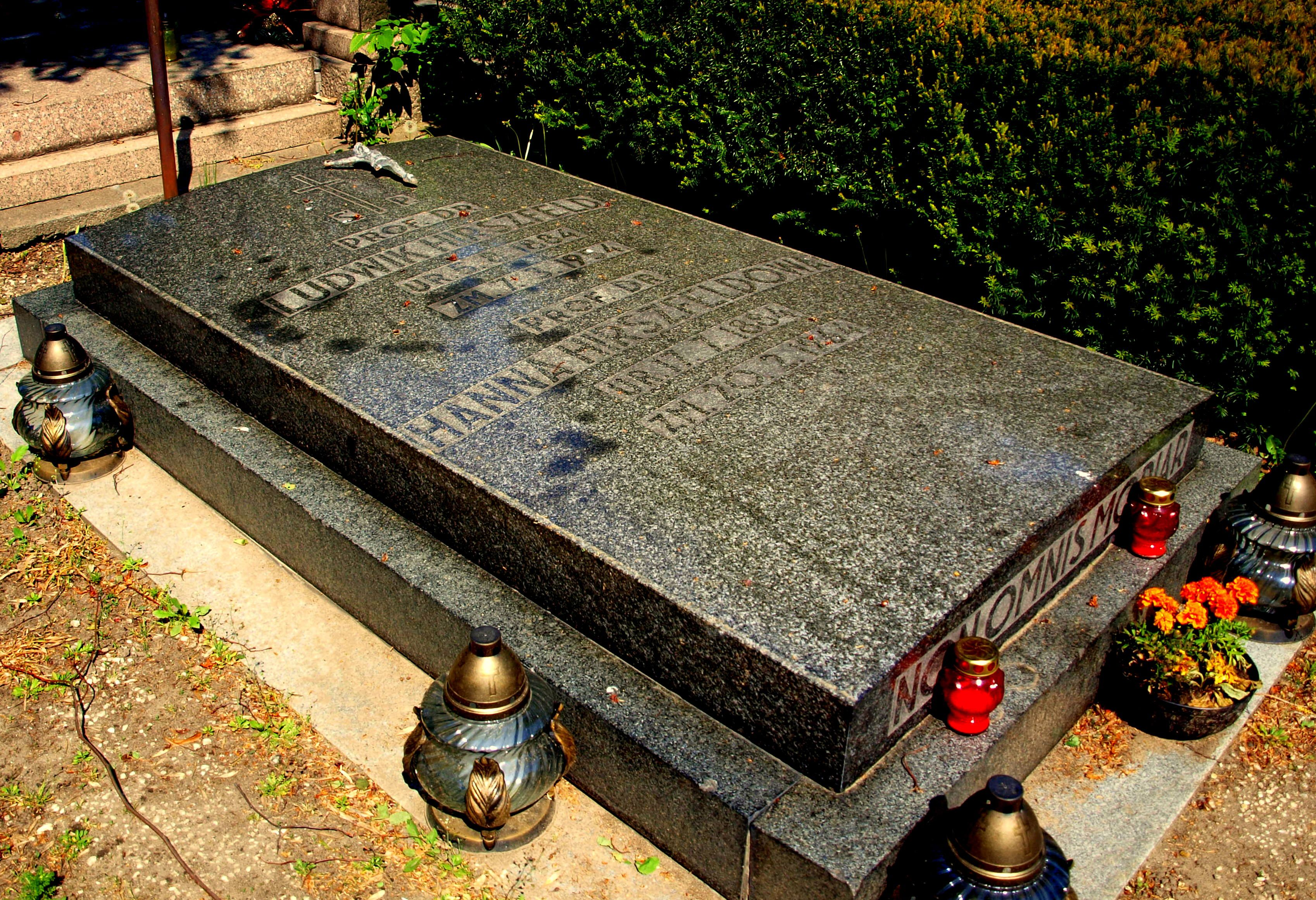
Grób Hirszfeldów we Wrocławiu

Hanna Hirszfeldowa (ur. 17 lipca 1884 w Wilczkowicach, zm. 20 lutego 1964 we Wrocławiu) – polska lekarz pediatra, profesor nauk medycznych.

## Życiorys
Urodziła się w majątku Wilczkowice koło Warszawy, w żydowskiej rodzinie Saula (Pawła) Kasmana i Sary z domu Gesundheit. Ukończyła w 1900 żeńskie gimnazjum w Łodzi. Studiowała medycynę w Montpellier i Paryżu. Od 1905 kontynuowała studia na uniwersytecie Fryderyka Wilhelma w Berlinie, które w 1908 ukończyła i uzyskała doktorat na podstawie pracy Beitrag zur vergleichenden Morphologie der weissen Blutkürperchen. Dyplom nostryfikowała w Kazaniu w 1909. W 1916 w Neapolu obroniła drugi doktorat z zakresu chirurgii, na podstawie pracy La stenosi spastica ipertrofica congenita del piloro e”l’operazione di Rammstedt. W latach 1908–1911 pracowała, początkowo jako wolontariusz, na oddziale neurologicznym, a następnie jako asystent Kliniki Pediatrycznej w Heidelbergu u profesorów Emila Feera oraz Ernsta Moro. Następnie (do 1915) wraz z mężem prof. n. med. Ludwikiem Hirszfeldem przeniosła się do Zurychu, gdzie pracowała w Klinice Dziecięcej.
W czasie I wojny światowej (w latach 1915–1920) lekarzem wojskowym w szpitalach polowych armii serbskiej, później służyła jako lekarka w armii włoskiej w okolicach Neapolu.
Do kraju wróciła w 1919. W Warszawie pracowała jako lekarz pediatra w Ubezpieczalni Społecznej oraz prowadziła prywatną praktykę lekarską. Od 1921 pracowała także jako wolontariuszka w Klinice Chorób Dziecięcych Uniwersytetu Warszawskiego u prof. Mieczysława Michałowicza, a od 1932 nadal jako wolontariusz pełniła funkcję ordynatora, odmawiając przyjęcia płatnego etatu. Od 1935 do wybuchu wojny przewodniczyła warszawskiemu oddziałowi Polskiego Towarzystwa Pediatrycznego.
Po wybuchu II wojny światowej małżonkowie Hirszfeldowie wraz z córką Marią (ur. 1920), pomimo pochodzenia żydowskiego, do lutego 1941 mieszkali w Warszawie po stronie „aryjskiej” (dzięki wstawiennictwu niemieckiego lekarza, dra Kochmanna) w swojej willi na Saskiej Kępie, pozostając gorliwymi katolikami i członkami katolickiej parafii. Później jednak, na polecenie generalnego gubernatora Hansa Franka, zmuszeni zostali do przeniesienia się do warszawskiego getta. Hanna Hirszfeldowa pełniła funkcję ordynatora oddziału niemowlęcego filii szpitala Bersonów i Baumanów na Lesznie. Od sierpnia 1941 Hirszfeldowie mieszkali na plebanii kościoła Wszystkich Świętych przy pl. Grzybowskim. Z getta na stronę „aryjską” uciekli latem 1942, ukrywając się najpierw u Marii Wierzbowskiej, koleżanki Hanny. Po śmierci chorej córki Marii, w lutym 1943 Hirszfeldowa mieszkała z mężem w domu Laury z Przedpełskich Kenigowej (żony Mariana Keniga) w Starej Miłośnie pod Warszawą, potem (od marca 1944) przy ul. Złotej, a po trzech miesiącach we wsi Lipka.
Od października 1944 do roku 1945 Hanna Hirszfeldowa – wówczas docent – była ordynatorem Szpitala Dziecięcego w Lublinie (kierownikiem pierwszej, powstałej jeszcze w czasie wojny, Katedry i Kliniki Pediatrii), a zaraz po zakończeniu wojny zamieszkała wraz z mężem we Wrocławiu. Tu prof. Hanna Hirszfeldowa współuczestniczyła przy tworzeniu Akademii Medycznej; wydział lekarski wrocławskiej uczelni rozpoczął nauczanie pierwszych 520 studentów już w 1945 roku, a w październiku pod jej kierownictwem powołano Katedrę i Klinikę Pediatryczną tego wydziału, mieszczącą się uruchomionym już w lipcu szpitalu (dawnym Domu Małego Dziecka) dziecięcym (pierwszej tego rodzaju placówce na Dolnym Śląsku po wojnie). Klinika składała się z 6 oddziałów, wyposażona była w laboratorium i kuchnię mleczną (znajdował się tu też punkt zbiórki naturalnego mleka kobiecego); w 1947 uruchomiono przy Klinice także żłobek, a także – w znajdującym się w pobliżu (przy ul. Bartla) opuszczonym Szpitalu Maltańskim – pierwszą szkołę pielęgniarską, do której pierwsze słuchaczki przyjęto 5 maja tego roku. Szkoła ta (początkowo pod nazwą „Szkoły Pielęgniarstwa P.C.K. we Wrocławiu”) utworzona została przez Polski Czerwony Krzyż i przez instytucję tę do roku 1949 była utrzymywana; istnieje ona do dziś (choć w zmienionych realiach organizacyjnych i lokalowych) i od 1977 roku ma za swą patronkę prof. Hirszfeldową, inicjatorkę jej powstania.
Później, od 1954, prof. Hirszfeldowa była kierownikiem Katedry Diagnostyki Oddziału Pediatrii Akademii Medycznej. Zajmowała się także pracą naukową i organizacją polskiego życia naukowego we Wrocławiu; była założycielką i pierwszą przewodniczącą wrocławskiego oddziału Polskiego Towarzystwa Pediatrycznego, pisała prace naukowe na temat choroby głodowej, hematologii dziecięcej, czynności układu wegetatywnego, choroby reumatycznej, konfliktu serologicznego oraz wad wrodzonych. W 1955 za prace nad przyczynami poronień nawykowych i wadliwości rozwojowych została wyróżniona Nagrodą Państwową II stopnia.
Oprócz swoich prac obejmujących zagadnienia przede wszystkim z dziedziny pediatrii, immunologii i hematologii interesowała się także problemami alergologii pediatrycznej, datujące się jeszcze z dwudziestolecia międzywojennego. Brała też udział w pracach naukowych wraz z mężem, z którym zastosowała pionierskie metody leczenia choroby hemolitycznej przy pomocy wymiennej transfuzji krwi.
W 1962 przeszła na emeryturę. Zmarła we Wrocławiu, pochowana wraz z mężem na cmentarzu św. Wawrzyńca.

## Ordery i odznaczenia
- Order Sztandaru Pracy I klasy
- Krzyż Komandorski Orderu Odrodzenia Polski
- Krzyż Kawalerski Orderu Odrodzenia Polski (9 lipca 1954)[4]
- Order Świętego Sawy (Serbia)
- La médaille d'honneur des épidémies (Francja)

Źródło:.

## Upamiętnienie
- Od 2018 roku Hanna Hirszfeldowa jest patronką skweru we Wrocławiu[5].
- W okresie listopad 2023–lipiec 2024 poświęcono jej część wystawy Prawobrzeżne w Muzeum Warszawskiej Pragi[6].